# Dolichotarsina gracilis
Dolichotarsina gracilis là một loài ruồi trong họ Tachinidae.